# كالفين إس. برايس
كالفين إس. برايس (بالإنجليزية: Calvin S. Brice)‏ هو محامي وسياسي أمريكي، ولد في 17 سبتمبر 1845 في الولايات المتحدة، وتوفي في 15 ديسمبر 1898 بنيويورك في الولايات المتحدة بسبب ذات الرئة. حزبياً، نشط في الحزب الديمقراطي. انتخب عضو مجلس الشيوخ الأمريكي.